# Aquarius (remorqueur)
Ne doit pas être confondu avec Aquarius (navire de sauvetage).
Pour les articles homonymes, voir Aquarius.
L’Aquarius est un remorqueur portuaire d'origine suédoise construit en 1965, vendu en 2009 afin de devenir un navire d'exploration sous-marine (recherche d'épaves). Le 23 avril 2012, il coule au large d'Ouessant à cause d'une voie d'eau alors qu'il fait route pour Plymouth depuis La Corogne.

## Service
L'Aquarius sert jusqu'en 2009 de navire remorqueur en Suède. Il est vendu en 2009, puis début 2012 sur Internet à une société d'exploration sous-marine à la recherche d'épaves basée à Gibraltar. Il change à ce moment de pavillon et devient britannique.

## Fin de carrière
Le 23 avril 2012 à 7 h 20, un message d'alerte est envoyé à cause d'une voie d'eau dans le navire. À 7 h 40, le navire sombre dans la Manche. Une heure plus tard deux des trois membres d'équipage sont sauvés par un hélicoptère Caïman marine de la Marine nationale (flottille 33F). Le troisième marin, porté disparu, a fait l'objet de recherches par la Marine nationale et par quatre navires de commerce qui ont sillonné la zone.